# Марко
Марко је мушко име латинског порекла. 

## Порекло
Иако се најчешће тврди да је латинског порекла, тачно порекло заправо није сигурно, јер постоји више теорија о значењу и етимологији имена. Могуће је да потиче од латинског Marcus, што је облик за римско лично име. Према неким тумачењима изведено је из имена Martius, што значи „рођен у марту” или из mas, maris у значењу „мужеван”. Према другим изворима име је изведено из речи Mars, којом се у римској митологији називао бог рата.

## Историјат
У српској историји помиње се у 11. веку као име бана рашке бановине. Срби су ово име примили по апостолу и јеванђелисту Марку.
Претпоставља се да је име стекло популарност захваљујући Марку Мрњавчевићу (1335—1395), сину краља Вукашина, кога је народна песма од историјске личности преобразила у легендарног хероја Краљевића Марка, који је оличење јунаштва, витештва и честитости. 

## Популарност
Сматра се једним од најпопуларнијих хришћанских мушких имена, дубоко укорењеним у ономастиконима и језицима свих хришћанских народа.

## Имендан
- Марковдан